# Segunda División 1933-1934 (Spagna)
L'edizione 1933-34 della Segunda División fu il sesto campionato di calcio spagnolo di seconda divisione. Il campionato vide la partecipazione di 10 squadre. Le prime due ottennero la promozione in Primera División mentre non era prevista alcuna retrocessione.

## Squadre partecipanti
- Alavés (Vitoria)
- Atlético Madrid (Madrid)
- Celta Vigo (Vigo)
- Deportivo La Coruña (La Coruńa)
- Osasuna (Pamplona)
- Real Murcia (Madrid)
- Real Unión (Irun)
- Sabadell (Sabadell)
- Siviglia (Siviglia)
- Sporting Gijón (Gijón)

## Classifica finale
|  | Pos. | Squadra             | Pt | G  | V  | N | P  | GF | GS | DR  |
|  | ---- | ------------------- | -- | -- | -- | - | -- | -- | -- | --- |
|  | 1.   | Siviglia            | 27 | 18 | 11 | 5 | 2  | 56 | 27 | +29 |
|  | 2.   | Athlétic Madrid     | 24 | 18 | 11 | 2 | 5  | 45 | 28 | +17 |
|  | 3.   | Murcia FC           | 21 | 18 | 10 | 1 | 7  | 41 | 31 | +10 |
|  | 4.   | Celta Vigo          | 20 | 18 | 9  | 2 | 7  | 44 | 28 | +6  |
|  | 5.   | Osasuna             | 18 | 18 | 9  | 0 | 9  | 47 | 39 | +8  |
|  | 6.   | Sporting Gijón      | 18 | 18 | 8  | 2 | 8  | 30 | 38 | -8  |
|  | 7.   | Deportivo La Coruña | 17 | 18 | 7  | 3 | 8  | 35 | 38 | -3  |
|  | 8.   | Unión Irun          | 16 | 18 | 7  | 2 | 9  | 31 | 43 | -12 |
|  | 9.   | Sabadell            | 14 | 18 | 5  | 4 | 9  | 31 | 45 | -14 |
|  | 10.  | Alavés              | 5  | 18 | 1  | 3 | 14 | 18 | 61 | -43 |

### Verdetti
- Siviglia e  Atlético Madrid promosse in Primera División spagnola 1934-1935.
- Alavés retrocesso in Tercera División per propria decisione.

## Tabellone
|                  | AMa  | Cel  | DAl  | DCo  | Mur  | Osa  | Sab  | Sev  | SGi  | Uni  |
| ---------------- | ---- | ---- | ---- | ---- | ---- | ---- | ---- | ---- | ---- | ---- |
| Atletico Madrid  | –––– | 4-0  | 5-0  | 3-1  | 2-2  | 3-1  | 3-1  | 0-2  | 5-1  | 3-1  |
| Celta            | 4-0  | –––– | 8-0  | 3-2  | 3-1  | 4-1  | 6-0  | 4-0  | 1-1  | 3-0  |
| Deportivo Alaves | 2-5  | 2-1  | –––– | 2-2  | 2-3  | 0-2  | 2-2  | n-d  | 3-4  | 2-4  |
| Deportivo Coruńa | 1-2  | 4-1  | 2-0  | –––– | 2-1  | 4-0  | 2-0  | 3-3  | 4-1  | 4-0  |
| Murcia           | 2-3  | 3-1  | 6-0  | 2-1  | –––– | 6-1  | 3-0  | 2-1  | 3-0  | 3-1  |
| Osasuna          | 2-1  | 3-1  | 10-2 | 4-1  | 1-0  | –––– | 6-0  | 1-3  | 6-0  | 3-0  |
| Sabadell         | 1-2  | 1-1  | 1-0  | 1-1  | 3-0  | 3-2  | –––– | 2-2  | 5-2  | 5-1  |
| Sevilla          | 3-3  | 3-1  | 4-0  | 9-0  | 6-2  | 5-1  | 5-1  | –––– | 2-1  | 3-1  |
| Sporting Gijon   | 1-0  | 2-0  | 1-0  | 4-0  | 3-0  | 3-2  | 4-3  | 0-0  | –––– | 1-2  |
| Union de Irun    | 3-1  | 1-2  | 1-1  | 2-1  | 1-2  | 3-1  | 3-2  | 5-5  | 2-1  | –––– |

### Record
- Maggior numero di vittorie:  Siviglia,  Atlético Madrid  (11)
- Minor numero di sconfitte:  Siviglia (2)
- Migliore attacco:  Siviglia (56 reti segnate)
- Miglior difesa:  Siviglia (27 reti subite)
- Miglior differenza reti:  Siviglia (+29)
- Maggior numero di pareggi:  Siviglia (5)
- Minor numero di pareggi:  Osasuna (0)
- Maggior numero di sconfitte:  Alavés (14)
- Minor numero di vittorie:  Alavés (1)
- Peggior attacco:  Alavés (18 reti segnate)
- Peggior difesa:  Alavés (61 reti subite)
- Peggior differenza reti:  Alavés (-43)